# Jocotitlán
Jocotitlán é um município do estado de México, no México.